# Melichthys niger
 Melichthys niger és un peix teleosti de la família dels balístids i de l'ordre dels tetraodontiformes.

## Morfologia
Pot arribar als 50 cm de llargària total.

## Distribució geogràfica
Es troba a les costes del Pacífic occidental (des de Ryukyu fins a les Tuamotu), del Pacífic oriental (des de Califòrnia fins a Colòmbia), de l'Atlàntic occidental (des de Florida i les Bahames fins al Brasil), de l'Atlàntic oriental (Santa Helena, Cap Verd i São Tomé) i de les costes occidentals de l'oceà Índic (KwaZulu-Natal).